# We R Who We R
"We R Who We R" là bài hát của nữ nghệ sĩ thu âm người Mỹ Kesha nằm trong EP đầu tiên của cô, Cannibal (2010). Nó được phát hành vào ngày 22 tháng 10 năm 2010 như là đĩa đơn đầu tiên trích từ EP bởi RCA Records. Bài hát được đồng viết lời bởi Kesha và Jacob Kasher Hindlin với những nhà sản xuất của nó Dr. Luke, Benny Blanco và Ammo, đánh dấu sự hợp tác giữa nữ ca sĩ với họ sau thành công từ album phòng thu đầu tay của cô, Animal (2010). Được lấy cảm hứng từ sau khi chứng kiến những tin tức liên quan đến những vụ bắt nạt và dẫn đến tự sát của nhiều thanh niên đồng tính, Kesha đã viết bài hát với hy vọng sẽ trở thành một thánh ca cho cộng đồng LGBT. "We R Who We R" là một bản dance-pop kết hợp với những yếu tố từ techno và electropop mang nội dung đề cập đến việc truyền cảm hứng cho mọi người xung quanh trong việc sống là chính họ, và là một bữa tiệc cho bất cứ ai thường bị người khác mặc định là kỳ quặc hoặc lập dị.
Sau khi phát hành, "We R Who We R" nhận được những phản ứng đa phần là từ các nhà phê bình âm nhạc, trong đó họ đánh giá cao giai điệu bắt tai và thông điệp tích cực của nó, đồng thời so sánh với đĩa đơn đầu tay năm 2009 của Kesha "Tik Tok" đối với sự tương đồng về cấu trúc âm nhạc và đĩa đơn năm 2010 của Pink "Raise Your Glass" cho sự tương đồng về ý tưởng liên quan đến nội dung lời bài hát giữa hai tác phẩm. Bài hát cũng tiếp nhận những thành công vượt trội về mặt thương mại, đứng đầu các bảng xếp hạng ở Úc và Vương quốc Anh, đồng thời lọt vào top 10 ở nhiều quốc gia nó xuất hiện, bao gồm vươn đến top 5 ở những thị trường lớn như Canada, Nhật Bản và New Zealand. Tại Hoa Kỳ, "We R Who We R" ra mắt ở vị trí số một trên bảng xếp hạng Billboard Hot 100 với hơn 280,000 lượt tải nhạc số, trở thành bài hát thứ 17 trong lịch sử bảng xếp hạng làm được điều này và giúp Kesha đạt được đĩa đơn quán quân thứ hai tại đây.
Video ca nhạc cho "We R Who We R" được đạo diễn bởi Hype Williams và ghi hình tại trung tâm thành phố Los Angeles, trong đó bao gồm những cảnh Kesha vui vẻ suốt đêm với những người bạn của cô trong một buổi tiệc ngầm ở nhiều khu vực khác nhau. Để quảng bá bài hát, nữ ca sĩ đã trình diễn nó trên nhiều chương trình truyền hình và lễ trao giải lớn, bao gồm Sunrise, The X Factor Australia, giải thưởng Âm nhạc Mỹ năm 2010, Dick Clark's New Year's Rockin' Eve năm 2010 và Rock in Rio năm 2011, cũng như trong nhiều chuyến lưu diễn của cô. Kể từ khi phát hành, "We R Who We R" đã được hát lại và sử dụng làm nhạc mẫu bởi nhiều nghệ sĩ, như The Key of Awesome, Mandy Rain và Woe, Is Me, đồng thời xuất hiện trong nhiều tác phẩm điện ảnh và truyền hình, bao gồm 90210, Love/Hate, NCIS và Warehouse 13. Tính đến nay, nó đã bán được hơn 7 triệu bản trên toàn cầu, trở thành một trong những đĩa đơn bán chạy nhất mọi thời đại.

## Danh sách ca khúc
| - Tải kĩ thuật số 1. "We R Who We R" – 3:24 - Đĩa CD tại Đức 1. "We R Who We R" – 3:24 2. "Animal" (Dave Audé Remix) – 4:37 | - EP nhạc số 1. "We R Who We R" – 3:24 2. "Sleazy" – 3:25 3. "Animal" (Dave Audé Remix) – 4:37 4. "Animal" (Billboard Remix) – 4:15 |

## Thành phần thực hiện
- Sáng tác – Kesha Sebert, Joshua Coleman, Lukasz Gottwald, Jacob Kasher Hindlin, Benjamin Levin
- Sản xuất, phụ trách đạo cụ và kỹ thuật – Dr. Luke, Benny Blanco, Ammo
- Hát bè – Rani Hancock, Lukasz Gottwald, Sam Holland, Benjamin Levin, Emily Wright
- Kỹ thuật – Emily Wright, Chris "TEK" O'Ryan, Sam Holland
- Trợ lý kỹ thuật – Tatiana Gottwald, Jeremy Levin

Thông tin được lấy từ ghi chú album Cannibal, Dynamite Cop Music/Where Da Kasz tại BMI.

## Xếp hạng
| Bảng xếp hạng (2011)                      | Vị trí cao nhất |
| ----------------------------------------- | --------------- |
| Úc (ARIA)                                 | 1               |
| Áo (Ö3 Austria Top 40)                    | 15              |
| Bỉ (Ultratop 50 Flanders)                 | 13              |
| Bỉ (Ultratop 50 Wallonia)                 | 11              |
| Canada (Canadian Hot 100)                 | 2               |
| Cộng hòa Séc (Rádio Top 100)              | 20              |
| Đan Mạch (Tracklisten)                    | 31              |
| Pháp (SNEP)                               | 22              |
| Đức (Official German Charts)              | 23              |
| Đức (GfK)                                 | 23              |
| Ireland (IRMA)                            | 10              |
| Nhật Bản (Japan Hot 100)                  | 5               |
| Hà Lan (Single Top 100)                   | 42              |
| New Zealand (Recorded Music NZ)           | 4               |
| Na Uy (VG-lista)                          | 13              |
| Scotland (OCC)                            | 1               |
| Slovakia (Rádio Top 100)                  | 4               |
| Hàn Quốc (Gaon International Singles)     | 4               |
| Tây Ban Nha (PROMUSICAE)                  | 26              |
| Thụy Điển (Sverigetopplistan)             | 22              |
| Thụy Sĩ (Schweizer Hitparade)             | 17              |
| Anh Quốc (OCC)                            | 1               |
| Hoa Kỳ Billboard Hot 100                  | 1               |
| Hoa Kỳ Adult Pop Airplay (Billboard)      | 19              |
| Hoa Kỳ Dance Club Songs (Billboard)       | 27              |
| Hoa Kỳ Dance/Mix Show Airplay (Billboard) | 4               |
| Hoa Kỳ Pop Airplay (Billboard)            | 2               |
| Hoa Kỳ Rhythmic (Billboard)               | 7               |

| Bảng xếp hạng (2010)                     | Vị trí |
| ---------------------------------------- | ------ |
| Australia (ARIA)                         | 25     |
| New Zealand (Recorded Music NZ)          | 50     |
| South Korea (Gaon International Singles) | 45     |
| Sweden (Sverigetopplistan)               | 87     |
| Bảng xếp hạng (2011)                     | Vị trí |
| Australia (ARIA)                         | 100    |
| Belgium (Ultratop 40 Wallonia)           | 90     |
| Canada (Canadian Hot 100)                | 30     |
| UK Singles (Official Charts Company)     | 57     |
| US Billboard Hot 100                     | 30     |
| US Dance/Mix Show Airplay (Billboard)    | 36     |
| US Pop Songs (Billboard)                 | 12     |
| US Rhythmic (Billboard)                  | 37     |

## Chứng nhận
| Quốc gia | Chứng nhận  | Số đơn vị/doanh số chứng nhận |
| --- | ----------- | ----------------------------- |
| Úc (ARIA) | 5× Bạch kim | 350.000‡                      |
| Ý (FIMI) | Vàng        | 15.000*                       |
| México (AMPROFON) | Vàng        | 30.000*                       |
| New Zealand (RMNZ) | Bạch kim    | 15.000*                       |
| Hàn Quốc (Gaon Chart) | —           | 269,601                       |
| Thụy Điển (GLF) | Bạch kim    | 20.000‡                       |
| Anh Quốc (BPI) | Vàng        | 400.000‡                      |
| Hoa Kỳ (RIAA) | 5× Bạch kim | 5.000.000‡                    |
| * Chứng nhận dựa theo doanh số tiêu thụ. ^ Chứng nhận dựa theo doanh số nhập hàng. ‡ Chứng nhận dựa theo doanh số tiêu thụ và phát trực tuyến. |             |                               |

## Lịch sử phát hành
| Khu vực        | Ngày                 | Định dạng       |
| -------------- | -------------------- | --------------- |
| Úc             | 22 tháng 10 năm 2010 | Tải kĩ thuật số |
| Áo             | 22 tháng 10 năm 2010 | Tải kĩ thuật số |
| Bỉ             | 22 tháng 10 năm 2010 | Tải kĩ thuật số |
| Canada         | 22 tháng 10 năm 2010 | Tải kĩ thuật số |
| Đức            | 22 tháng 10 năm 2010 | Tải kĩ thuật số |
| Ireland        | 22 tháng 10 năm 2010 | Tải kĩ thuật số |
| Ý              | 22 tháng 10 năm 2010 | Tải kĩ thuật số |
| Hà Lan         | 22 tháng 10 năm 2010 | Tải kĩ thuật số |
| New Zealand    | 22 tháng 10 năm 2010 | Tải kĩ thuật số |
| Thụy Điển      | 22 tháng 10 năm 2010 | Tải kĩ thuật số |
| Thụy Sĩ        | 22 tháng 10 năm 2010 | Tải kĩ thuật số |
| Hoa Kỳ         | 22 tháng 10 năm 2010 | Tải kĩ thuật số |
| Đức            | 7 tháng 1 năm 2011   | Đĩa CD          |
| Vương quốc Anh | 23 tháng 1 năm 2011  | Tải kĩ thuật số |